# Glaciar de Tsaneri
Tsaneri (en georgiano: წანერი) es un glaciar de valle situado en las laderas meridionales de la cordillera del Gran Cáucaso en la región de Svanetia de Georgia. El glaciar se encuentra en y por encima del origen del río Mulkhra. La longitud del glaciar Tsaneri es de 11,2 kilómetros (7.0 millas) y su superficie es de 28,8 kilómetros cuadrados (11,1 millas cuadradas). Tsaneri se compone de dos ramas que se alimentan de los glaciares adyacentes que se encuentran en las laderas de los montes Tikhtengeni, Lalveri, Tetnuldi, y Gistola.